# Gillain Berry
Gillain Berry (sinh 1988) là một người mẫu người Jamaica-Arubavà cuộc thi sắc đẹp giữ danh hiệu người được trao vương miện Hoa hậu Aruba 2010 trên 04 tháng 12 năm 2010 và đại diện cho đất nước của mình trong Hoa hậu Hoàn vũ 2011 và Hoa hậu Thế giới 2011.

## Đầu đời
Trước khi tham gia cuộc thi Miss Aruba, Berry từng làm người mẫu chuyên nghiệp, xuất hiện trên quảng cáo trên truyền hình địa phương và quảng cáo trên tạp chí. Cô dự định học lấy bằng cử nhân tại Đại học Aruba và nói tiếng Anh và Papiamento.

## Hoa hậu Argentina
Berry, người đứng 1,75 m (5 ft 9 in)       cao, cạnh tranh trong cô nước cuộc thi 's quốc gia sắc đẹp, Hoa hậu Aruba, tổ chức tại Oranjestad vào ngày 4 tháng 12 năm 2010,, nơi cô được vương miện năm cuối cùng của danh hiệu, đạt quyền đại diện Aruba trong năm 2011 Hoa hậu Vũ trụ và cuộc thi Hoa hậu Thế giới.